# The Indien
The Indien est un groupe néerlandais d'indie pop. En concert, il joue avec le guitariste Casper Talsma, le guitariste Kas Lambers, le bassiste Javièr den Leeuw, la claviériste Marleen Hoebe et le batteur Remy de Boer.

## Histoire
Le groupe The Indien est formé en 2014. Le 19 janvier 2015, ils sortent leur premier EP, Cologne. Un premier qui présente des chansons soul contemporaines dans la tradition beat des années 1960 de groupes comme Shocking Blue et Jefferson Airplane. En 2015, The Indien faisait déjà des kilomètres. Le 15 mars 2015, Chef Special sort l'EP Shot in the Dark, qui contient la chanson homonyme, sur laquelle The Indien chante en tant qu'artiste invité. Ils se produisent sur de nombreuses scènes néerlandaises et en mars, ils partent pour Brighton en Angleterre pour jouer au festival The Great Escape. Au printemps 2016, The Indien fait une tournée dans de nombreux clubs néerlandais. The Indien sort un deuxième EP, Hiatus. Par la suite, le groupe est remarqué par le label britannique Disturbing London.
Après une pause de quelques années, le groupe fait son retour en 2020 avec les singles Blame You et Longtime Lover,. En novembre et décembre 2020, The Indien tourne dans plusieurs grandes salles néerlandaises. En 2022, The Indien sort le single Born Again.
Le 17 mars 2023, The Indien sort le single Be Yours. Ce single marque la dernière percée de The Indien. Be Yours est nommé NPO Radio 2 Topsong. Le 5 juillet 2023, The Indien annonce la sortie de son premier album en 2024. Le 4 août 2023, le single Sleep When I'm With You sort. Le groupe est également invité par Di-Rect et Son Mieux à assurer la première partie de leurs concerts à  Rotterdam Ahoy en AFAS Live, Le 3 novembre 2023, le single Stay sort. Ce single est déclaré Megahit par 3FM. En décembre 2023, The Indien est invité à l'émission Serious Request sur 3FM.
En 2024, le groupe est nommé à la fois pour un Edison dans la catégorie alternative et pour un 3FM Award dans la catégorie « meilleur groupe indie »,. En mars 2024, The Indien sort son premier album, qui comprend Be Yours et Stay, qui est nommé pour un 3FM Award dans la catégorie « meilleur album ». Le 3 mai 2024, le groupe se produit à l'EKKO d'Utrecht, où il organise son propre concert.
Pour le premier single en 2025, The Indien collaborée avec l'auteur-compositeur et producteur Eg White avec qui le titre Bobby est écrit, qui sort le 21 février 2025. 

## Discographie
- 2015 : Cologne
- 2015 : Hiatus
- 2024 : The Indien